# Marchemaisons
Marchemaisons est une commune française, située dans le département de l'Orne en région Normandie, peuplée de 157 habitants.

## Géographie
La commune est en campagne d'Alençon. Son bourg est à 4,5 km à l'ouest du Mêle-sur-Sarthe, à 15 km au sud-est de Sées et à 22 km au nord-est d'Alençon.
| Aunay-les-Bois       | Aunay-les-Bois, Saint-Aubin-d'Appenai | Saint-Aubin-d'Appenai  |
| Les Ventes-de-Bourse | Marchemaisons                         | Saint-Aubin-d'Appenai  |
| Les Ventes-de-Bourse | Saint-Léger-sur-Sarthe                | Saint-Léger-sur-Sarthe |

### Hydrographie
La commune est située dans le bassin Loire-Bretagne. Elle est drainée par la Tanche,.
La Tanche, d'une longueur de 18 km, prend sa source dans la commune du Chalange et se jette  dans la Sarthe en limite de Ventes-de-Bourse et de Saint-Léger-sur-Sarthe, après avoir traversé neuf communes. 

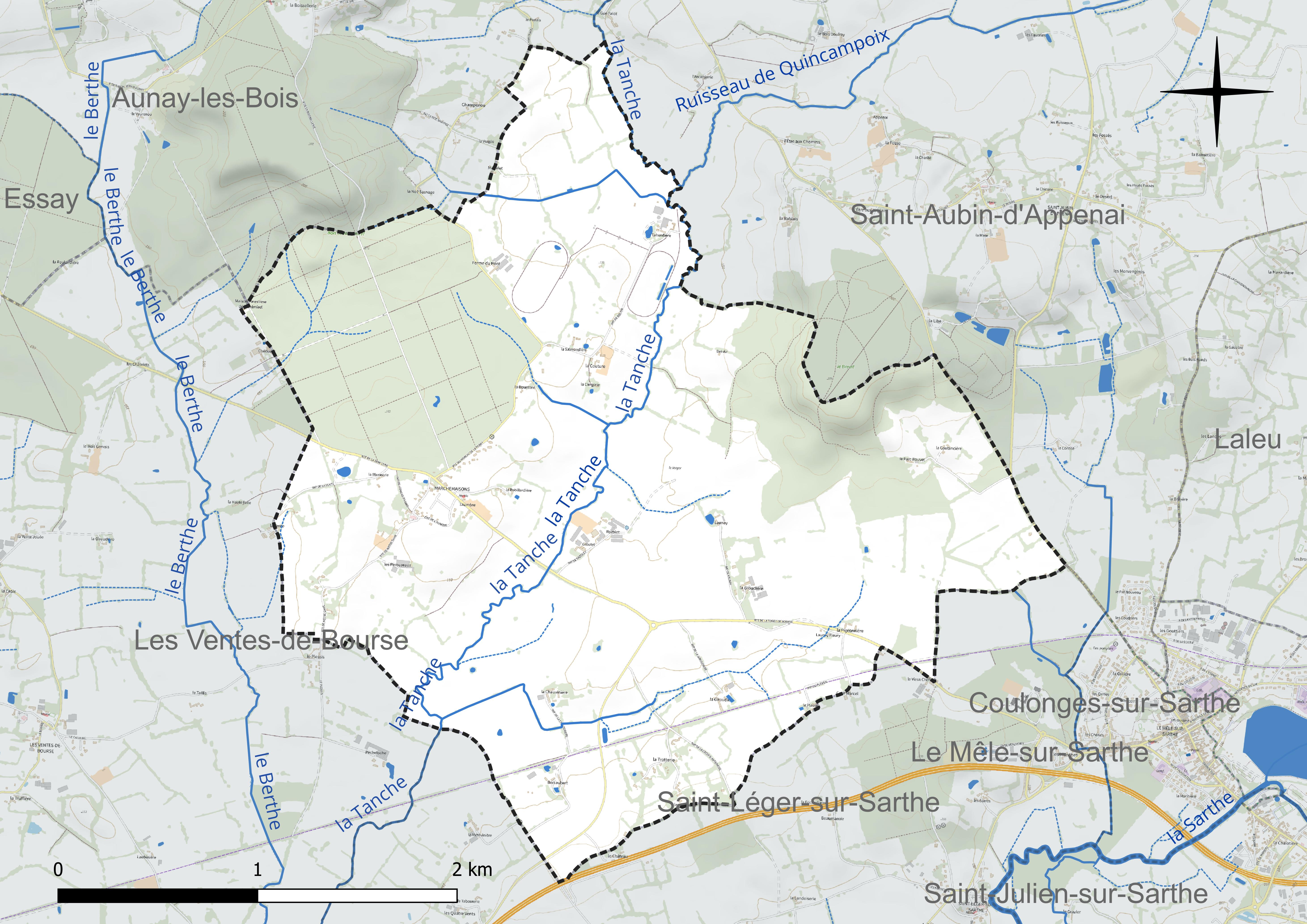
Réseau hydrographique de Marchemaisons.

### Climat
Pour des articles plus généraux, voir Climat de la Normandie et Climat de l'Orne.
En 2010, le climat de la commune est de type climat océanique dégradé des plaines du Centre et du Nord, selon une étude du CNRS s'appuyant sur une série de données couvrant la période 1971-2000. En 2020, Météo-France publie une typologie des climats de la France métropolitaine dans laquelle la commune est exposée à un climat océanique altéré et est dans la région climatique Normandie (Cotentin, Orne), caractérisée par une pluviométrie relativement élevée (850 mm/a) et un été frais (15,5 °C) et venté. Parallèlement le GIEC normand, un groupe régional d’experts sur le climat, différencie quant à lui, dans une étude de 2020, trois grands types de climats pour la région Normandie, nuancés à une échelle plus fine par les facteurs géographiques locaux. La commune est, selon ce zonage, exposée à un « climat des plateaux abrités », se caractérisant par une pluviométrie et des contraintes thermiques modérées mais aussi, par effet de continentalité, des températures plus contrastées qu'au nord dans la plaine de Caen, avec communément 10 à 15 jours par an de plus de froid en hiver et de chaleur en été.
Pour la période 1971-2000, la température annuelle moyenne est de 10,3 °C, avec une amplitude thermique annuelle de 14,1 °C. Le cumul annuel moyen de précipitations est de 733 mm, avec 12,1 jours de précipitations en janvier et 7,6 jours en juillet. Pour la période 1991-2020, la température moyenne annuelle observée sur la station météorologique la plus proche, située sur la commune de Villeneuve-en-Perseigne à 9 km à vol d'oiseau, est de 10,8 °C et le cumul annuel moyen de précipitations est de 770,2 mm,. Pour l'avenir, les paramètres climatiques de la commune estimés pour 2050 selon différents scénarios d’émission de gaz à effet de serre sont consultables sur un site dédié publié par Météo-France en novembre 2022.

## Urbanisme

### Typologie
Au 1er janvier 2024, Marchemaisons est catégorisée commune rurale à habitat très dispersé, selon la nouvelle grille communale de densité à sept niveaux définie par l'Insee en 2022.
Elle est située hors unité urbaine. Par ailleurs la commune fait partie de l'aire d'attraction d'Alençon, dont elle est une commune de la couronne,. Cette aire, qui regroupe 89 communes, est catégorisée dans les aires de 50 000 à moins de 200 000 habitants,.

### Occupation des sols
L'occupation des sols de la commune, telle qu'elle ressort de la base de données européenne d’occupation biophysique des sols Corine Land Cover (CLC), est marquée par l'importance des territoires agricoles (78,5 % en 2018), une proportion identique à celle de 1990 (78,5 %). La répartition détaillée en 2018 est la suivante : 
prairies (44,9 %), terres arables (33,7 %), forêts (21,5 %). L'évolution de l’occupation des sols de la commune et de ses infrastructures peut être observée sur les différentes représentations cartographiques du territoire : la carte de Cassini (XVIIIe siècle), la carte d'état-major (1820-1866) et les cartes ou photos aériennes de l'IGN pour la période actuelle (1950 à aujourd'hui).

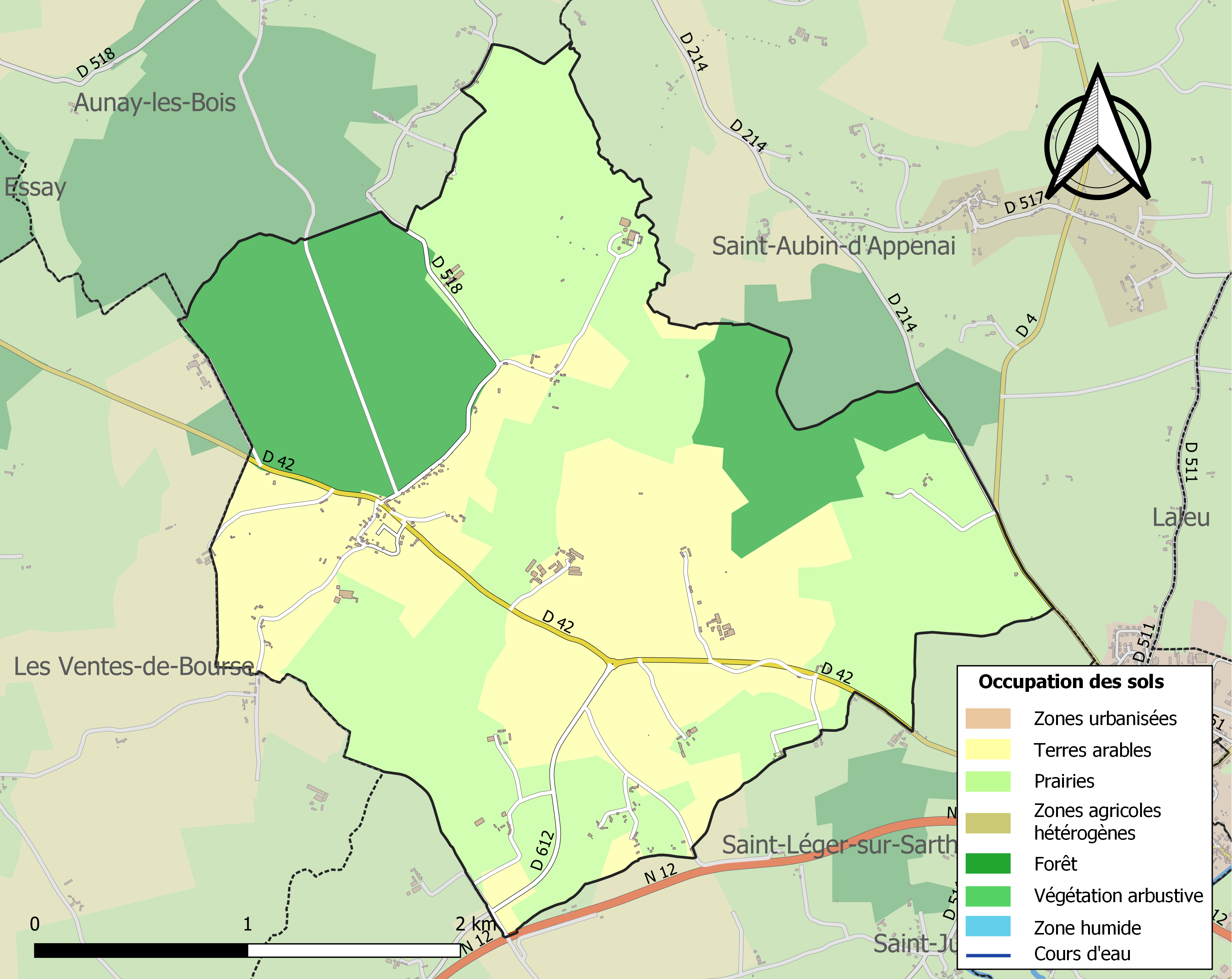
Carte des infrastructures et de l'occupation des sols de la commune en 2018 (CLC).

## Toponymie
Le nom de la localité est attesté sous la forme Decanus de Marchia au XIVe siècle,.
Marchemaisons est, comme une évidence, composé de marche et maisons. Mais si la seconde partie, du latin mansio, désigne bien un groupe de maisons, la première, du francique marka, se réfère à la position du lieu dans le duché de Normandie : Marchemaisons était à proximité de la frontière de la Normandie et du Maine ; on parlait alors de « marches ». Aux marches est et ouest du duché, on trouve avec la même étymologie les communes de Marques et des Loges-Marchis.
Le gentilé est Marchemaisonais.

## Histoire

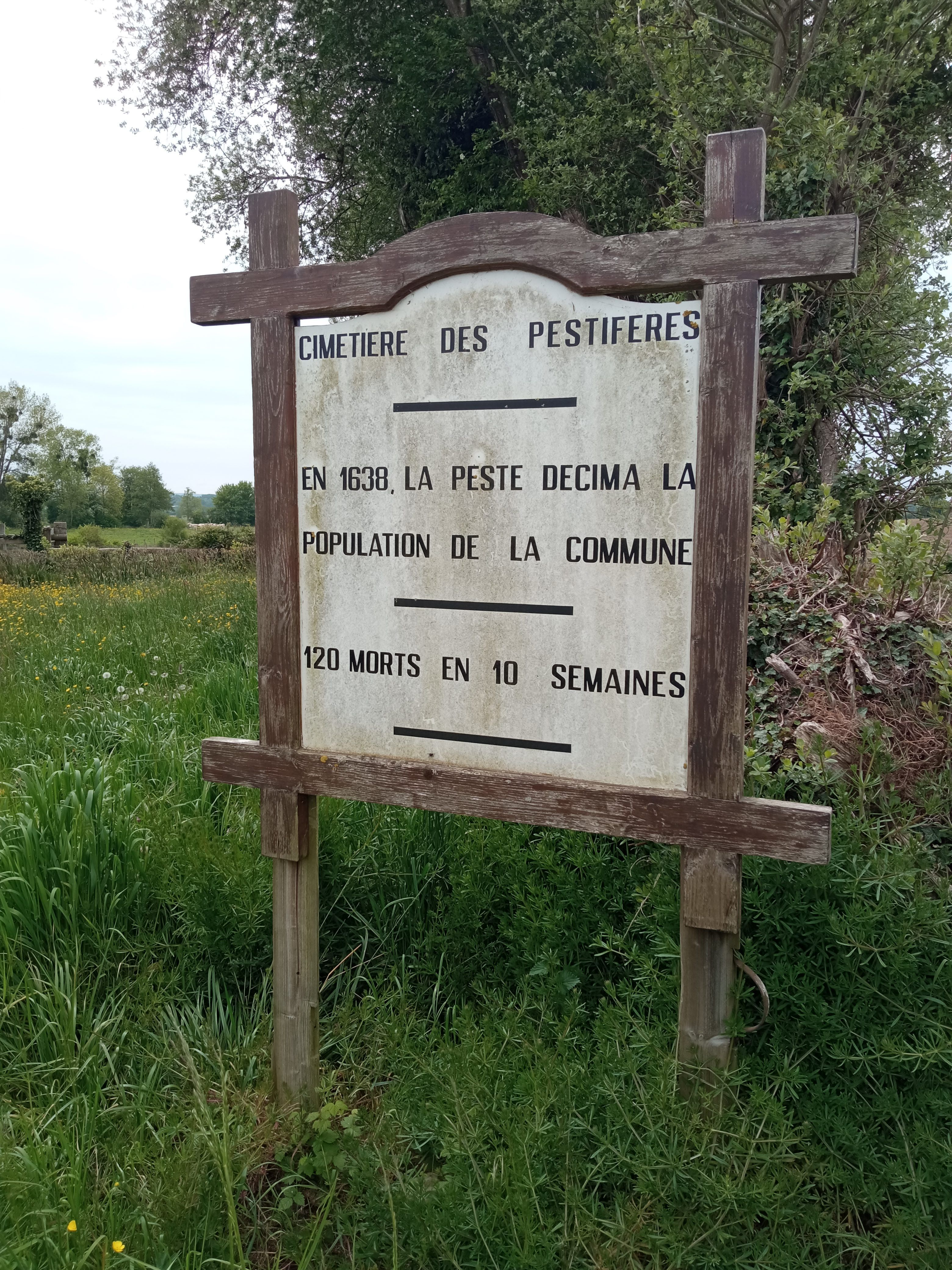

En 1638, un épisode de peste ravage le bourg et fait 162 victimes en dix semaines. Celles-ci sont enterrées en dehors des habitations près de la route du Mêle-sur-Sarthe. Le cimetière des Pestiférés est encore visible, marqué uniquement d'un calvaire et d'un panneau.

## Politique et administration
| Période                                  | Période   | Identité        | Étiquette | Qualité          |
| ---------------------------------------- | --------- | --------------- | --------- | ---------------- |
| avant 1981                               | juin 1995 | Claude Bérard   |           |                  |
| juin 1995                                | En cours  | Romuald Adamiec | SE        | Professeur d'EPS |
| Les données manquantes sont à compléter. |           |                 |           |                  |

Le conseil municipal est composé de onze membres dont le maire et deux adjoints.

## Démographie
L'évolution du nombre d'habitants est connue à travers les recensements de la population effectués dans la commune depuis 1793. Pour les communes de moins de 10 000 habitants, une enquête de recensement portant sur toute la population est réalisée tous les cinq ans, les populations de référence des années intermédiaires étant quant à elles estimées par interpolation ou extrapolation. Pour la commune, le premier recensement exhaustif entrant dans le cadre du nouveau dispositif a été réalisé en 2008.
En 2022, la commune comptait 157 habitants, en évolution de +3,29 % par rapport à 2016 (Orne : −3,21 %, France hors Mayotte : +2,11 %).
Marchemaisons a compté jusqu'à 544 habitants en 1806.
| 1793 | 1800 | 1806 | 1821 | 1836 | 1841 | 1846 | 1851 | 1856 |
| ---- | ---- | ---- | ---- | ---- | ---- | ---- | ---- | ---- |
| 540  | 535  | 544  | 527  | 495  | 488  | 480  | 476  | 435  |

| 1861 | 1866 | 1872 | 1876 | 1881 | 1886 | 1891 | 1896 | 1901 |
| ---- | ---- | ---- | ---- | ---- | ---- | ---- | ---- | ---- |
| 420  | 409  | 366  | 361  | 311  | 309  | 305  | 283  | 264  |

| 1906 | 1911 | 1921 | 1926 | 1931 | 1936 | 1946 | 1954 | 1962 |
| ---- | ---- | ---- | ---- | ---- | ---- | ---- | ---- | ---- |
| 247  | 212  | 190  | 194  | 186  | 188  | 172  | 179  | 177  |

| 1968 | 1975 | 1982 | 1990 | 1999 | 2006 | 2008 | 2013 | 2018 |
| ---- | ---- | ---- | ---- | ---- | ---- | ---- | ---- | ---- |
| 174  | 134  | 135  | 136  | 172  | 160  | 157  | 151  | 153  |

| 2022 | - | - | - | - | - | - | - | - |
| ---- | - | - | - | - | - | - | - | - |
| 157  | - | - | - | - | - | - | - | - |

## Lieux et monuments
- Église Notre-Dame-de-la-Nativité.
- Forêt domaniale de Bourse (bois de Montmirel).